# Anomala fulvohirta
Anomala fulvohirta är en skalbaggsart som beskrevs av Gilbert John Arrow 1915. Anomala fulvohirta ingår i släktet Anomala och familjen Rutelidae. Inga underarter finns listade i Catalogue of Life.